# إيدلوي سفلي
ايدلوي سفلي (بالفارسية: ایدلوی سفلی) هي قرية تقع في أذربيجان الغربية في إيران. يقدر عدد سكانها بـ 37 نسمة .